# The Girl Across the Way (film 1913)
The Girl Across the Way è un cortometraggio muto del 1913 scritto e diretto da Christy Cabanne.

## Produzione
Il film fu prodotto dalla Biograph Company.

## Distribuzione
Distribuito dalla General Film Company, il film - un cortometraggio in una bobina - uscì nelle sale cinematografiche statunitensi il 18 ottobre 1913. Ne venne fatta una riedizione distribuita il 5 giugno 1916.

### Conservazione
Non si conoscono copie ancora esistenti della pellicola che viene considerata presumibilmente perduta.